# نيل فلين
نيل فلين (بالإنجليزية: Neil Flynn) مواليد 13 نوفمبر 1960 في شيكاغو، الولايات المتحدة، هو ممثل وكوميدي أمريكي بدأ مسيرته الفنية سنة 1982.

## الأعمال

### أفلام
- الهارب (1993)
- طفل خارج المنزل (1994)
- وحيد في المنزل 3 (1997)
- ماغنوليا (1999) (بدور: دانييل هيل)
- فتيات لئيمات (2004)
- المذيع: أسطورة رون بورغاندي (2004)
- إنديانا جونز ومملكة الجمجمة الكريستالية (2008)
- غائم مع فرصة لتساقط كرات اللحم (2009)

### مسلسلات
- طبعة مبكرة
- ساينفيلد
- ذا درو كاري شو
- عرض السبعينات ذاك
- بظ يطير وقيادة الكوكب
- المقاطعة
- سكرابز
- سي اس آي: التحقيق في موقع الجريمة
- بوسطن العامة
- إن واي بي دي بلو
- سمولفيل
- كينغ أوف ذا هيل
- جوي
- ذا ميدل
- برغر بوب
- كي وبيل
- المحك

### ألعاب فيديو
- راتشت أند كلانك:جونج كوماندو (2003)
- راتشت أند كلانك:أب يور أرسنال (2004)

## روابط خارجية
- نيل فلين على موقع IMDb (الإنجليزية)
- نيل فلين على موقع ميتاكريتيك (الإنجليزية)
- نيل فلين على موقع الموسوعة البريطانية (الإنجليزية)
- نيل فلين على موقع روتن توميتوز (الإنجليزية)
- نيل فلين على موقع ألو سيني (الفرنسية)
- نيل فلين على موقع تيرنر كلاسيك موفيز (الإنجليزية)
- نيل فلين على موقع أول موفي (الإنجليزية)
- نيل فلين على موقع قاعدة بيانات الأفلام السويدية (السويدية)
- نيل فلين على موقع إن إن دي بي (الإنجليزية)
- نيل فلين على موقع قاعدة بيانات الفيلم (الإنجليزية)